# Abdolije
Abdolije – wieś w południowym Iranie, w ostanie Chuzestan. W 2006 roku miejscowość liczyła 554 osoby w 130 rodzinach.